# Oabius oreinus
Oabius oreinus är en mångfotingart som beskrevs av Chamberlin 1925. Oabius oreinus ingår i släktet Oabius och familjen stenkrypare. Inga underarter finns listade i Catalogue of Life.